# 大阪松竹座
大阪松竹座（おおさかしょうちくざ）は、大阪府大阪市中央区道頓堀一丁目にある日本の劇場である。松竹株式会社が経営している。なお、この劇場は江戸時代に起源をもつ五つの芝居小屋「道頓堀五座」（浪花座、中座、角座、朝日座、弁天座）には含まれない。

## 歴史

### 日本初の鉄骨・鉄筋コンクリートの映画館

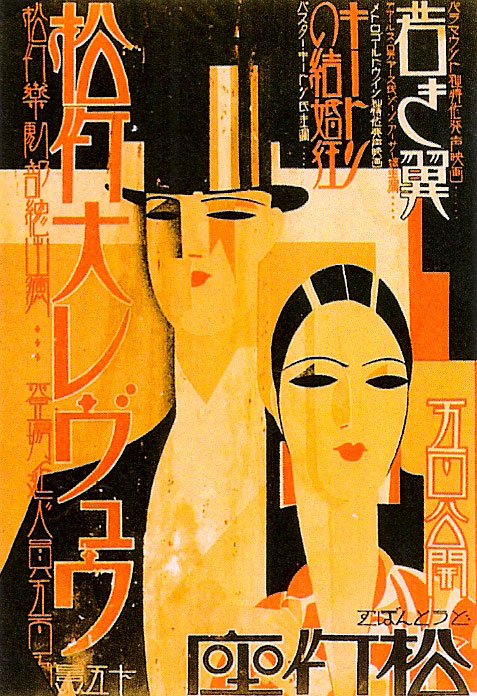
1930年のポスター。洋画と松竹楽劇部（現：OSK日本歌劇団のレビューが併演されている

テラコッタを使用したネオルネッサンス様式の正面大玄関の特徴あるアーチを持つ劇場建築は1923年（大正12年）に竣工する。イタリア・ミラノのスカラ座をモデルに、大林組の設計技師・木村得三郎が設計した日本初の鉄骨・鉄筋コンクリートの映画館であり、大阪初の洋式劇場として、同年5月17日に開場した。
オープン初日のプログラムは、エルンスト・ルビッチ監督のドイツ映画『ファラオの恋』(Das Weib des Pharao)、松竹蒲田撮影所の野村芳亭監督の映画『母』が上映され、映画の幕間に松竹楽劇部第1回公演『アルルの女』が上演された。
梅田の北野劇場と並ぶ、大阪の洋画の殿堂として優秀外国映画の上映を行ったほか、松竹楽劇部から発展した大阪松竹少女歌劇団 (OSSK) のレビューも行った。
第二次世界大戦後は松竹映画の封切館として再開したが、その後洋画ロードショー館に転向。1970年代以降は渋谷パンテオン/丸の内ルーブル系列の映画館として、『タワーリング・インフェルノ』『ジョーズ』『E.T.』『ラストエンペラー』『ボディガード』など数多くのヒット作や大作を上映。また2階には松竹芸能の本社事務所がテナントで入っていた。1994年（平成6年）5月8日に映画館としての役割を終え、劇場へ改装するため閉館。最後の上映作品は『風と共に去りぬ』であった。

### 実演の劇場として再生

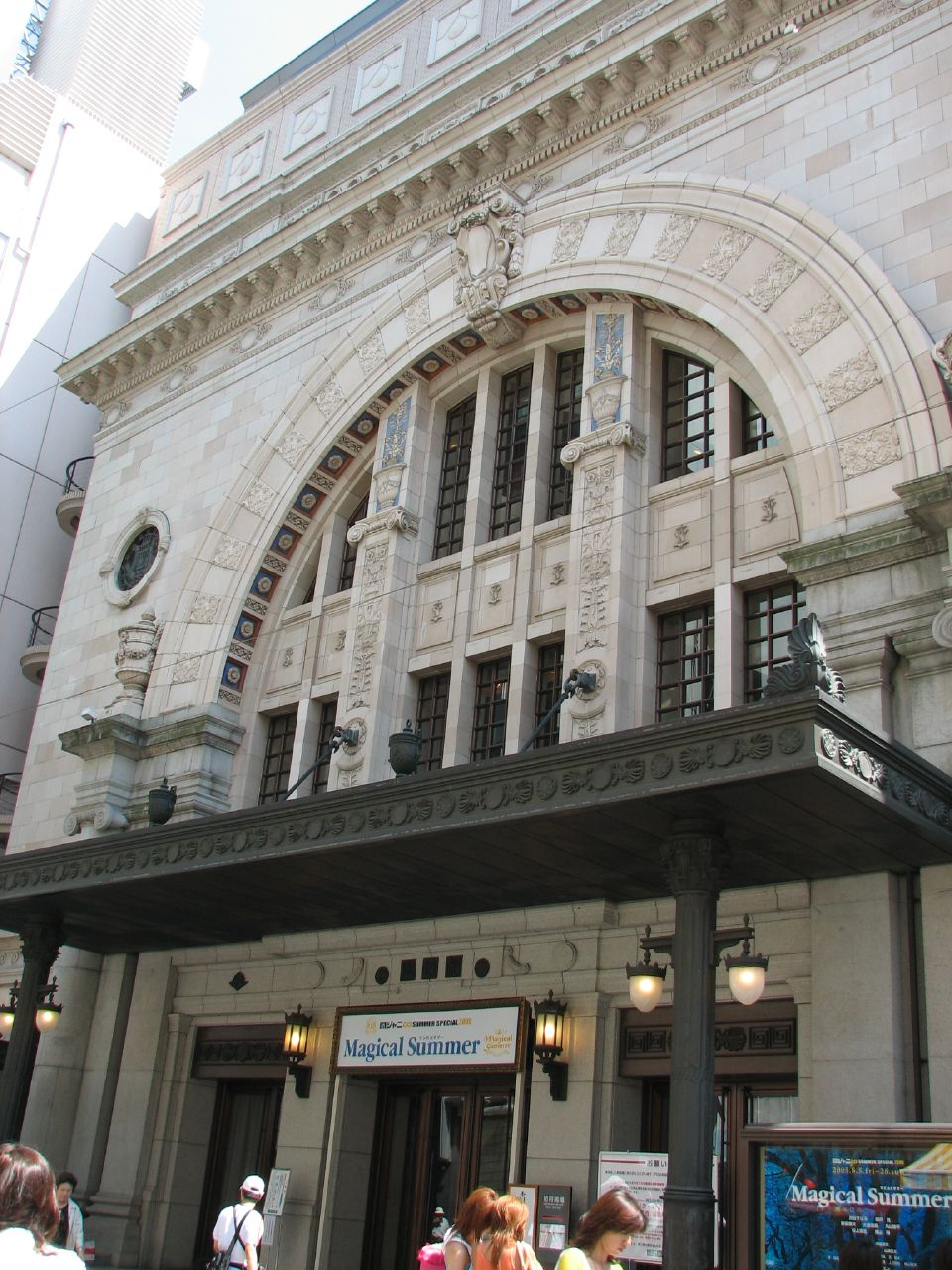
松竹座の正面外観（2005年8月撮影）

1997年（平成9年）2月に、外観を残しつつ最新設備を備えた劇場として新築開場。松竹制作の歌舞伎・新劇・松竹新喜劇を中心に、ジャニーズ公演、歌劇、ミュージカル、コンサート、落語会等も上演されている。
また、2004年（平成16年）には66年ぶりに大阪松竹歌劇団の後継にあたるNewOSK日本歌劇団（現：OSK日本歌劇団）によるレビューとして『春のおどり』が復活し、それ以後、毎年恒例となっている。
2023年（令和5年）は、1923年（大正12年）の劇場創設から100年周年を迎え「大阪松竹座開場100周年」を記念する公演を行う。

### 座席数
1033席（花道設置時）
1階：553席
2階：282席
3階：198席
幕見席：12席

## 所在地
- 〒542-0071 大阪府大阪市中央区道頓堀一丁目9番19号
道頓堀の西端、御堂筋寄りに位置し、戎橋の南詰にある。グリコ等のネオンサインのすぐ裏手。

### 最寄駅
- 地下鉄難波駅
- 地下鉄心斎橋駅
- 近鉄・阪神大阪難波駅
- 南海難波駅